# Karina Johannpeter

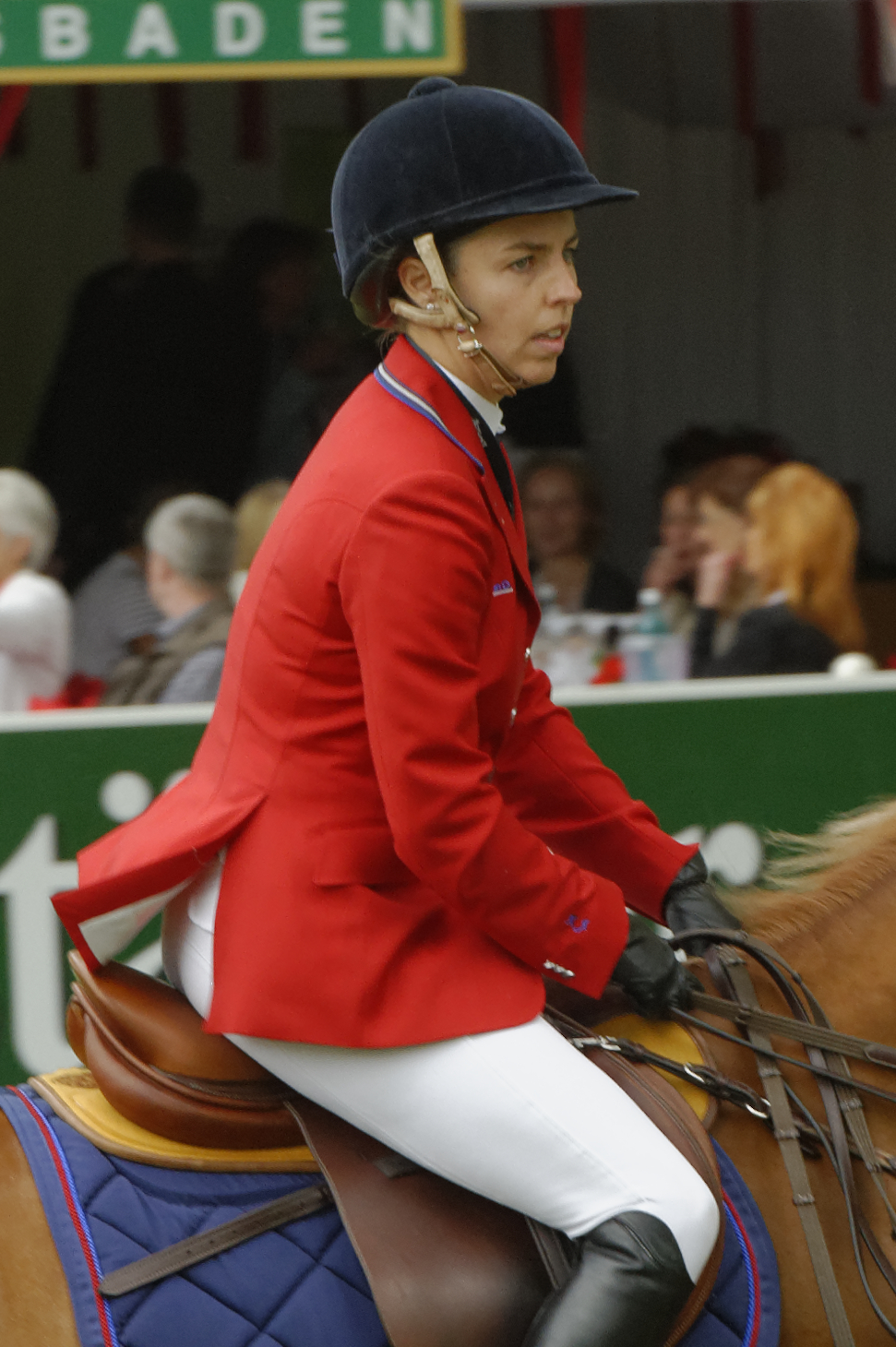
Karina Johannpeter at Internationalem PfingstTurnier Wiesbaden 2013

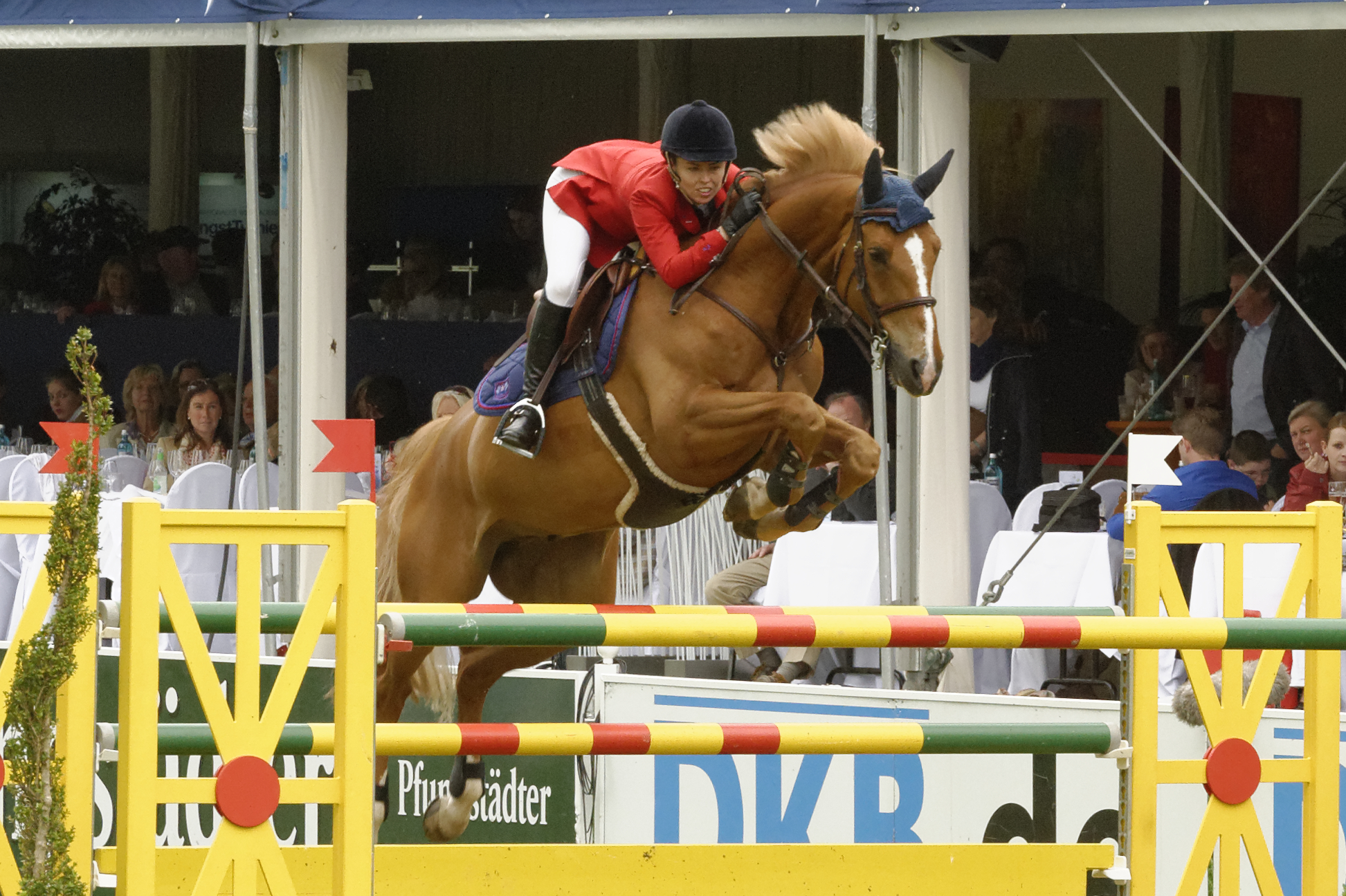
Karina Johannpeter at Internationalem PfingstTurnier Wiesbaden 2013

Karina Johannpeter (Porto Alegre, 23 de setembro de 1983) é uma amazona brasileira. É filha de Jorge Gerdau Johannpeter e de Christina Harbich, que disputou como amazona as Olimpíadas de Seul em 1988, e meio-irmã do também cavaleiro André Bier Gerdau Johannpeter.
Uma das principais representantes do hipismo nacional, a amazona mora em um confortável apartamento de dois andares construído acima de suas cocheiras, na região de Münster, no norte da Alemanha.
Conquistou a medalha de bronze em equipe nos Jogos Pan-Americanos de 2003 em Santo Domingo, aos 19 anos. Nos Jogos Pan-Americanos de 2007, no Rio de Janeiro, também esteve presente, mas como reserva.
Integrou a delegação brasileira que disputou os Jogos Pan-Americanos de 2011 em Guadalajara, no México, quando ganhou a medalha de prata em equipe, ao lado dos cavaleiros Rodrigo Pessoa, Álvaro de Miranda Neto (o Doda) e Bernardo Alves.
Em 2012, o sonho de participar da primeira Olimpíada não se concretizou por pouco em Londres, pois 24 horas depois de ser convocada, seu cavalo passou mal, precisou passar por uma cirurgia e ela desfalcou a equipe brasileira.